# Basilica di San Salvatore (Dinan)
La basilica di San Salvatore (in francese: basilique Saint-Sauveur de Dinan) è una chiesa cattolica di Dinan, nel dipartimento delle Côtes-d'Armor. Dal 1862 è monumento storico di Francia. Nel 1953 è stata elevata alla dignità di basilica minore.